# Павловский, Пётр Иванович
Пётр Иванович Павловский (укр. Петро Іванович Павловський; род. 15 октября 1981 года, Барвенково, Харьковская область) — украинский адвокат, правозащитник.
Народный депутат Украины IX созыва.

## Биография
Окончил юридический факультет Национальной юридической академии Украины имени Ярослава Мудрого.
Павловский более 20 лет работал в сфере юриспруденции и правосудия.

## Политическая деятельность
Кандидат в народные депутаты от партии «Слуга народа» на парламентских выборах 2019 года, № 115 в списке. На время выборов: адвокат, беспартийный. Проживает в Харькове.
Член Комитета Верховной Рады по вопросам транспорта и инфраструктуры, председатель подкомитета по вопросам авиационного транспорта.
Заместитель руководителя группы по межпарламентским связям с Республикой Албания.